# Система приземления космического корабля «Восток-1»
Система приземления космического корабля «Восток-1» — система, обеспечивающая безопасное возвращение и приземление на Землю космонавта и спускаемого аппарата при первом полете человека в космос.

## История
Безопасное возвращение и приземление космонавта на Землю была одной из самых сложных из стоящих перед советскими учеными проблем. Необходимо было досконально проработать целый комплекс вопросов, связанных с системой парашютирования, определения места приземления, тепловой защитой космонавта, траекторий снижения спускаемого аппарата космического корабля и других. Важной была и подготовка пилотов к парашютному приземлению.

### Структура
Система приземления включала в себя парашютную систему, катапультируемое кресло, которое служило средством посадки космонавта при завершении полета, а также средством аварийного покидания космического корабля в случае аварии, а также включала необходимый аварийный запас (НАЗ).
Парашютная система для корабля «Восток-1» имела вытяжной парашют площадью 1.5 квадратных метра (вводится на высоте около 7 километров), тормозной парашют площадью 18 квадратных метров (вводится на высоте 4 километров), позволяющий снизить скорость до приемлемой для основного парашюта, и основной — площадью 574 квадратных метров (вводится на высоте 2.5 километров).
Стреляющий механизм придавал катапультируемому креслу с космонавтом скорость на выходе его из спускаемого аппарата до 20 м/с за 0,1 — 0,2 секунды. При катапультируемом кресле имелся запасной парашют. На случай аварии имелось также два пороховых ракетных ускорителя.

### Действие
По команде автоматики системы приземления происходило отделение крышки входного люка и через 2 секунды — катапультирование. За это время крышка уходила на безопасное расстояние от спускаемого аппарата, происходило автоматическое закрытие остекления шлема скафандра, включался кислородный прибор. Через 0.5 секунды после начала движения кресла вводился в действие тормозной парашют, через 3 секунды одновременно с отделением космонавта с отделяемой спинкой и НАЗ тормозной парашют отделялся и вводился в действие основной.
Через 10 секунд после отделения от кресла космонавта отделялся НАЗ. В случае если космонавт по какой-то причине не отделялся от кресла, происходило принудительное отделение без НАЗ и запасного парашюта. При катапультировании в аварийных условиях также оставлялся НАЗ.
| Время       | Действие |
| ----------- | --- |
| 0-2 секунды | Отделение крышки входного люка, уход крышки на безопасное расстояние от СА, закрытие остекления шлема скафандра, подтяг плечевых ремней, включение кислородного прибора |
| 2 секунда   | Катапультирование |
| 2,5 секунд  | Ввод в действие тормозного парашюта |
| 5,5 секунд  | Отделение космонавта вместе с отделяемой спинкой, запасным парашютом и НАЗ от кресла; Отделение тормозного парашюта, ввод в действие основного                          |
| 15,5 секунд | Отделяется НАЗ и повисает на фале длиною в 15 метров |